# Inny w klasie
Inny w klasie (ang. Smart Guy) – amerykański sitcom wyświetlany w USA w latach 1997–1999 przez The WB Television Network, a w Polsce wyświetlany pod koniec 2006 roku i na początku 2007 przez telewizję Disney Channel.

## Główni bohaterowie
- T.J. Henderson – mały 10-letni chłopiec, główny bohater serialu. Jest bardzo inteligentny – jego IQ wynosi 180. Potrafi grać na keyboardzie, ma pamięć fotograficzną i jest maskotką szkolnej drużyny koszykówki.
- Marcus Henderson – starszy brat T.J.'a. Należy do szkolnej drużyny koszykarskiej oraz jest wokalistą swojego zespołu o nazwie „Mackadocious”.
- Tasha Yvette Henderson – starsza siostra głównego bohatera, bardzo mądra 28-latka; zamierza studiować na Georgetown University.
- Morris L. „Mo” Tibbs – najlepszy przyjaciel Marcusa i T.J.'a.

## Obsada
- Tahj Mowry – T.J. Henderson
- Jason Weaver – Marcus Henderson
- Omer Gooding – Morris L. „Mo” Tibbs
- Essence Atkins – Tasha Yvette Henderson
- John Marshall Jones – Floyd Henderson
- Tinsley Grimes – Nina Walsh
- Arvie Lowe Jr. – Deon
- J.D. Walsh – Mackey
- James K. Ward – Mr. Militich
- Dann Florek – Trener Gerber
- Kyla Pratt – Brandy Dixon

## Odcinki
| Sezon | Odcinki | Pierwsza emisja  | Ostatnia emisja | Pierwsza emisja | Ostatnia emisja |
| ----- | ------- | ---------------- | --------------- | --------------- | --------------- |
| 1     | 7       | 2 kwietnia 1997  | 7 maja 1997     | 2 grudnia 2006  | 8 grudnia 2006  |
| 2     | 22      | 9 września 1997  | 13 maja 1998    | 9 grudnia 2006  | grudzień 2006   |
| 3     | 22      | 20 września 1998 | 16 maja 1999    | styczeń 2007    | 2007            |

### Sezon 1
| Nr | Tytuł                         | Reżyseria     | Scenariusz                           | Premiera         |
| -- | ----------------------------- | ------------- | ------------------------------------ | ---------------- |
| 1  | Pilot                         | John Tracy    | Danny Kallis                         | 2 kwietnia 1997  |
| 2  | The Code                      | Jimmy Hampton | Ralph Greene                         | 4 kwietnia 1997  |
| 3  | Brother, Brother              | Jimmy Hampton | Jake Weinberger & Michael Weinberger | 9 kwietnia 1997  |
| 4  | Don’t Do That Thing You Do    | Jimmy Hampton | Gigi McCreery & Perry Rein           | 16 kwietnia 1997 |
| 5  | Lab Rats                      | Jimmy Hampton | Bob Underwood                        | 23 kwietnia 1997 |
| 6  | A Little Knowledge            | Howard Murray | Andrew Nicholls & Darrell Vickers    | 30 kwietnia 1997 |
| 7  | Baby It’s You and You and You | Howard Murray | Michael S. Baser & Frank Dungan      | 7 maja 1997      |

### Sezon 2
| Nr | Tytuł                           | Reżyseria    | Scenariusz                                          | Premiera             |
| -- | ------------------------------- | ------------ | --------------------------------------------------- | -------------------- |
| 8  | Primary Brothers                | Ted Wass     | Ralph Greene                                        | 10 września 1997     |
| 9  | Working Guy                     | Ted Wass     | Danny Kallis & Bob Young                            | 17 września 1997     |
| 10 | Below the Rim                   | Ted Wass     | Adam Lapidus                                        | 24 września 1997     |
| 11 | Dateline                        | Ted Wass     | Howard Nemetz                                       | 1 października 1997  |
| 12 | Dumbstruck                      | Ted Wass     | Tim Maile & Douglas Tuber                           | 8 października 1997  |
| 13 | Trial and Error                 | Ted Wass     | Tammy Gordon                                        | 15 października 1997 |
| 14 | Big Picture                     | Terri McCoy  | Antonia F. March & Jacqueline McKinley              | 29 października 1997 |
| 15 | Book Smart                      | Sheldon Epps | Adam Lapidus                                        | 5 listopada 1997     |
| 16 | The Dating Game                 | Terri McCoy  | Tim Maile & Douglas Tuber                           | 12 listopada 1997    |
| 17 | Love Letters                    | Ted Wass     | Antonia F. March & Jacqueline McKinley              | 19 listopada 1997    |
| 18 | T.J. Versus the Machine         | Ted Wass     | Ralph Greene                                        | 10 grudnia 1997      |
| 19 | Men Working Badly               | Ted Wass     | Howard Nemetz                                       | 7 stycznia 1998      |
| 20 | Rooferman, Take One             | Sheldon Epps | Tim Maile & Douglas Tuber                           | 21 stycznia 1998     |
| 21 | Stop the Presses                | Sheldon Epps | Adam Lapidus                                        | 28 stycznia 1998     |
| 22 | Bad Boy                         | Lex Passaris | Tammy Gordon                                        | 4 lutego 1998        |
| 23 | Most Hated Man on Campus        | John Ferraro | Michael S. Baser & Frank Dungan                     | 11 lutego 1998       |
| 24 | Goodbye, Mr. Chimps             | Ted Wass     | Ralph Greene                                        | 18 lutego 1998       |
| 25 | Dawgburger Rebellion            | Danny Kallis | Tammy Gordon Antonia F. March & Jacqueline McKinley | 25 lutego 1998       |
| 26 | Strangers on the Net            | Lex Passaris | Howard Nemetz                                       | 4 marca 1998         |
| 27 | Gotta Dance                     | Lex Passaris | Tim Maile & Douglas Tuber                           | 1 kwietnia 1998      |
| 28 | Something Wicked This Way Comes | Lex Passaris | Adam Lapidus                                        | 6 maja 1998          |
| 29 | My Two Dads                     | John Ferraro | Howard Nemetz                                       | 13 maja 1998         |

### Sezon 3
| Nr | Tytuł                       | Reżyseria       | Scenariusz                              | Premiera             |
| -- | --------------------------- | --------------- | --------------------------------------- | -------------------- |
| 30 | She Got Game                | John Ferraro    | Tammy Gordon                            | 20 września 1998     |
| 31 | Achy Breaky Heart           | Danny Kallis    | Tammy Gordon                            | 27 września 1998     |
| 32 | Love Bug                    | Lex Passaris    | Ralph Greene                            | 4 października 1998  |
| 33 | Henderson House Party       | John Ferraro    | Howard Nemetz                           | 11 października 1998 |
| 34 | That’s My Momma             | Danny Kallis    | Tim Maile & Douglas Tuber               | 18 października 1998 |
| 35 | A Beating is Fundamental    | Mark Cendrowski | Ralph Greene                            | 25 października 1998 |
| 36 | T.A. or Not T.A.            | Lex Passaris    | Howard Nemetz                           | 1 listopada 1998     |
| 37 | Boomerang                   | Jimmy Hampton   | Tammy Gordon                            | 8 listopada 1998     |
| 38 | Get a Job                   | Joe Regalbuto   | Adam Lapidus                            | 15 listopada 1998    |
| 39 | A Date With Destiny         | Jimmy Hampton   | Ralph Greene                            | 22 listopada 1998    |
| 40 | Break Up Not to Make Up     | John Ferraro    | Ralph Greene                            | 29 listopada 1998    |
| 41 | Diary of a Mad Schoolgirl   | Eric Meza       | Tim Maile & Douglas Tuber               | 13 grudnia 1998      |
| 42 | Perchance to Dream          | Lex Passaris    | Michael S. Baser & Frank Dungan         | 10 stycznia 1999     |
| 43 | From A to Double D          | Mark Cendrowski | Rachelle Romberg                        | 17 stycznia 1999     |
| 44 | Can’t Buy Me, Love          | Mark Cendrowski | Tim Maile & Douglas Tuber               | 24 stycznia 1999     |
| 45 | It Takes Two                | Mark Cendrowski | Ralph Greene                            | 7 lutego 1999        |
| 46 | I Was a Teenage Sports Wife | Joe Regalbuto   | Adam Lapidus                            | 14 lutego 1999       |
| 47 | Crushed                     | Danny Kallis    | Tammy Gordon                            | 21 lutego 1999       |
| 48 | Cross Talk                  | Jeff McKraken   | Tim Maile & Douglas Tuber Ralph Greene  | 4 kwietnia 1999      |
| 49 | The Soda Wars               | Joe Regalbuto   | Howard Nemetz                           | 2 maja 1999          |
| 50 | The Graduate                | Danny Kallis    | Howard Nemetz Adam Lapidus Tammy Gordon | 9 maja 1999          |
| 51 | Never Too Young             | David Kendall   | Steve Young                             | 16 maja 1999         |